# Вулиця Космонавтів (фільм)
«Вулиця Космонавтів» — радянський кольоровий дитячий комедійний художній фільм 1963 року, знятий режисером Маріанною Рошаль на кіностудії «Киргизфільм».

## Сюжет
Дитяча кінокомедія про хлопчиків, які мріють стати космонавтами. Двоє приятелів побудували космодром, потім для експериментів взяли у подруги цуценя Шаріка, перейменувавши його на Марсіка, й їли одну оселедцеву пасту з тюбика для тренувань та воювали з жадібним спекулянтом Закурдаєвим, який замінував свій сад, щоб хлопці туди не ходили. У фільм органічно та винахідливо вмонтовані мультиплікаційні вставки.

## У ролях
- Арстанбек Ірсалієв — Сардар
- Володимир Зеленін — Федька
- Толеш Окєєв — Нурдін
- Анара Садикова — Дінара
- Віктор Колпаков — Закурдаєв
- Даркуль Куюкова — Закурдаєва
- Шамши Тюменбаєв — листоноша
- Кумболот Досумбаєв — Зарлик, батько Сардара
- Баки Омуралієв — лейтенант міліції
- Володимир Смирнов — дядько Степан, кранівник
- К. Есенов — собаколов
- Султангази Ірсалієв — епізод
- Чоробек Осмонов — епізод
- Іманкул Абдикулов — епізод
- Р. Кулманбетова — епізод
- А. Кидикбаєва — епізод
- Калійча Рисмендієва — епізод
- Сагин Іманкулов — епізод
- Михайло Котов — епізод

## Знімальна група
- Режисер — Маріанна Рошаль
- Сценарист — Семен Лістов
- Оператор — Ілля Міньковецький
- Композитор — Валентин Кончаков
- Художник — Сагинбек Ішенов